# Paul-Henri Spence
Pour l’article homonyme, voir Spence.
Paul-Henri Spence, né le 9 novembre 1906 à Roberval et mort le 29 mai 1994 à Québec, est un comptable et homme politique fédéral et provincial du Québec.

## Biographie
Né à Roberval dans la région du Saguenay–Lac-Saint-Jean, il fit ses études à Roberval, au Séminaire de Chicoutimi, à Ottawa et à Gravelbourg en Saskatchewan. Il travailla entre autres pour Alcoa power, pour Beauharnois Construction et pour la Lake St. John Power & Paper de Dolbeau.
Sur la scène fédérale, il devient député du Parti progressiste-conservateur du Canada dans la circonscription fédérale de Roberval lors de l'élection partielle de 1952. Il est défait en 1953.
Sur la scène provincial, il devient député de l'Union nationale dans la circonscription provinciale de Roberval en 1956. Après avoir démissionné en 1958, il sert comme échevin municipal dans le conseil de Saint-Félicien de 1969 à 1973.
Très actif dans sa région, il est entre autres président de l'Association des marchands détaillants, président fondateur de la Société Saint-Jean-Baptiste de Dolbeau, fondateur et gérant de la Caisse populaire de Dolbeau et la coopérative La Progressive, ainsi que président de l'Association touristique du comté de Roberval et de la Chambre de commerce de Dolbeau.

## Hommages
En mai 2023, la Ville de Dolbeau-Mistassini, a renommé le bâtiment situé au 1151, rue des Cèdres, le Centre Paul-Henri Spence pour souligner le travail exceptionnel de cet ancien résident de la ville de Dolbeau,.